# Version 6 Unix
Version 6 UnixまたはSixth Edition Unixは、ベル研究所が初めて所外に広くリリースしたUNIXオペレーティングシステム (OS) のバージョン。単にVersion 6とかV6とも呼ばれる。1975年5月にリリースされた。ソースコードが公開されており、それに関する権利が明確化されていなかったため、V6はカリフォルニア大学バークレー校やニューサウスウェールズ大学 (UNSW) で教育ツールとして採用された。その後のVersion 7 Unix（もっと制限されたライセンス形態でリリースされた）の成功の影に隠れた形ではあるが、V6はBSD系列のUNIXの始点となった。
V6はまたLions' Commentary on UNIX 6th Editionという本(1976年)でも有名となった。Lions Bookとしても知られ、その著者はUNSWの教授 John Lions である。この本にはDECのPDP-11/40に実装されたV6のカーネルの主要部分のソースコードが掲載されており、多くの初期のUNIX開発者にとってカーネルに関する貴重な資料となった。
現在、V6のコードはSCOの許可によりBSDライセンスで利用可能となっている（Ancient UNIX参照）。
商業的価値が消失した後には、ソースコードの理解のしやすさから、OSの基礎を習得する目的で利用されることが多い。

## 派生OS
BSD (1BSD) 以外にも、V6のコードから派生したUNIXには、以下のようなものがあった。
- IS/1 - INTERACTIVE社が改良を加えたV6。世界で初めて有料で販売されたUNIX。
- Wollongong Interdata UNIX, Level 6 - オーストラリアのウロンゴン大学で1976年 - 1977年にRichard MillerおよびRoss Nealonによって開発された。Interdata 7/32というミニコンピュータへの移植版。このプロジェクトはJuris Reinfelds教授が統括した。ウロンゴン大学で開発されたユーティリティ群が含まれており、後のV7ではC言語コンパイラも含まれていた。これはPDPシリーズ以外へのUNIX移植の最初の例であり、移植可能なOSの重要性を示したと言える。
- ベル研究所は Interdata 8/32 への V6 の移植を試みたが、これがリリースされることはなかった。
- MINI-UNIX - ローエンドのPDP-11（PDP-11/10など）向けのV6
- PWB/UNIX - 1.0はV6ベース（それ以前のバージョンはV4やV5をベースとしていた）
- UNIX/RT - V6ベースのリアルタイムオペレーティングシステム。MERTと呼ばれる初期のマイクロカーネル上に構築されている。
- LSI-UNIX,LSX - LSI-11マイクロプロセッサ向けのバージョン。40Kバイトのメモリ容量で動作し、カーネルはわずか16Kバイトであった。
- AUSAM (Australian Unix Share Accounting Method) - 1979年11月リリース。シドニー大学によるV6派生OS。セキュリティとプロセス課金機能が強化されている。